# Alistra reinga
Alistra reinga är en spindelart som först beskrevs av Forster 1970.  Alistra reinga ingår i släktet Alistra och familjen panflöjtsspindlar. Inga underarter finns listade i Catalogue of Life.